# Wright (Flórida)
Wright é uma Região censo-designada localizada no estado americano de Flórida, no Condado de Okaloosa.

## Demografia
Segundo o censo americano de 2000, a sua população era de 21.697 habitantes.

## Geografia
De acordo com o United States Census Bureau tem uma área de
14,4 km², dos quais 14,2 km² cobertos por terra e 0,2 km² cobertos por água.

## Localidades na vizinhança
O diagrama seguinte representa as localidades num raio de 8 km ao redor de Wright.